# Ingemar Svensson (konstnär)

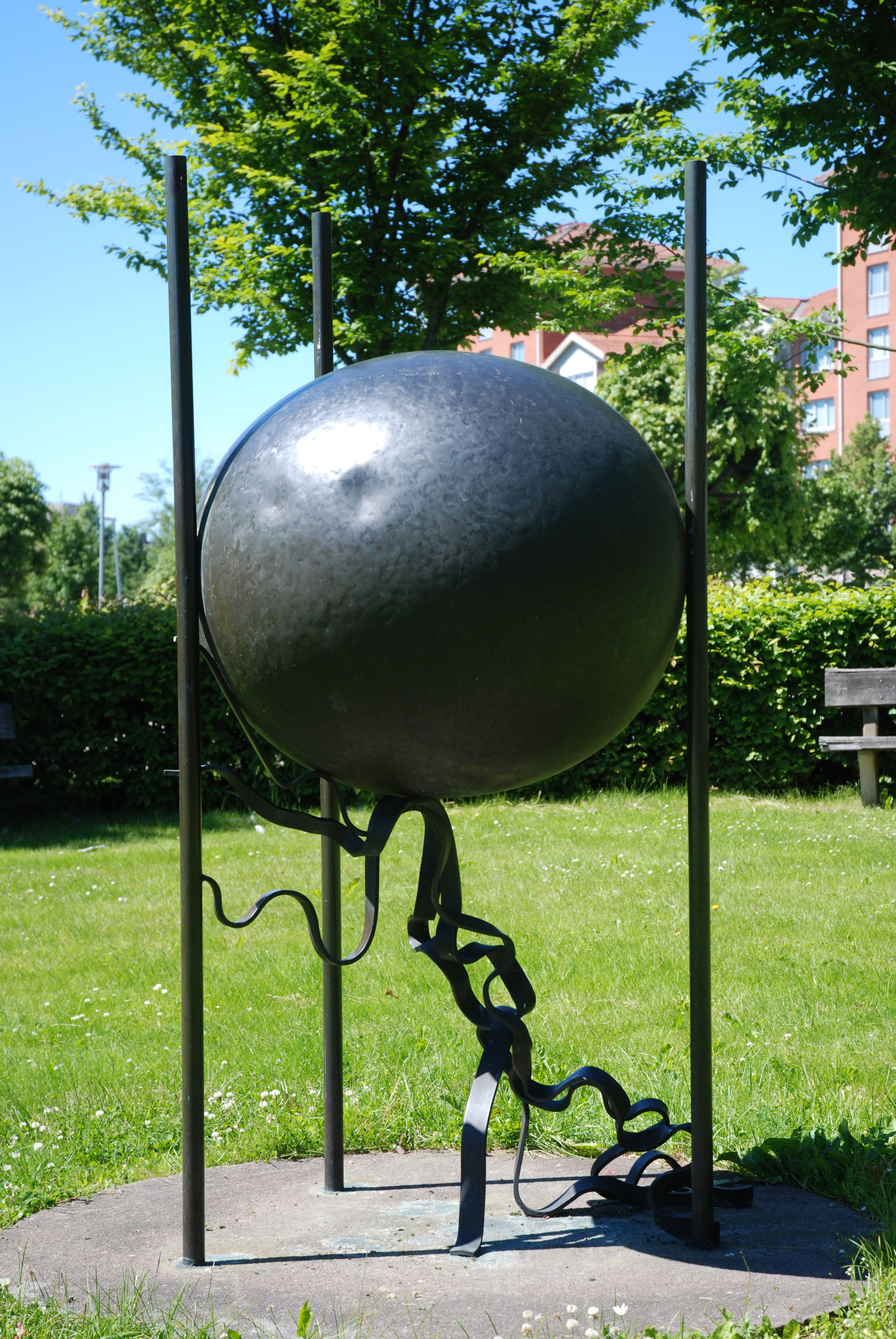
Glob, Ljungby kommunbibliotek

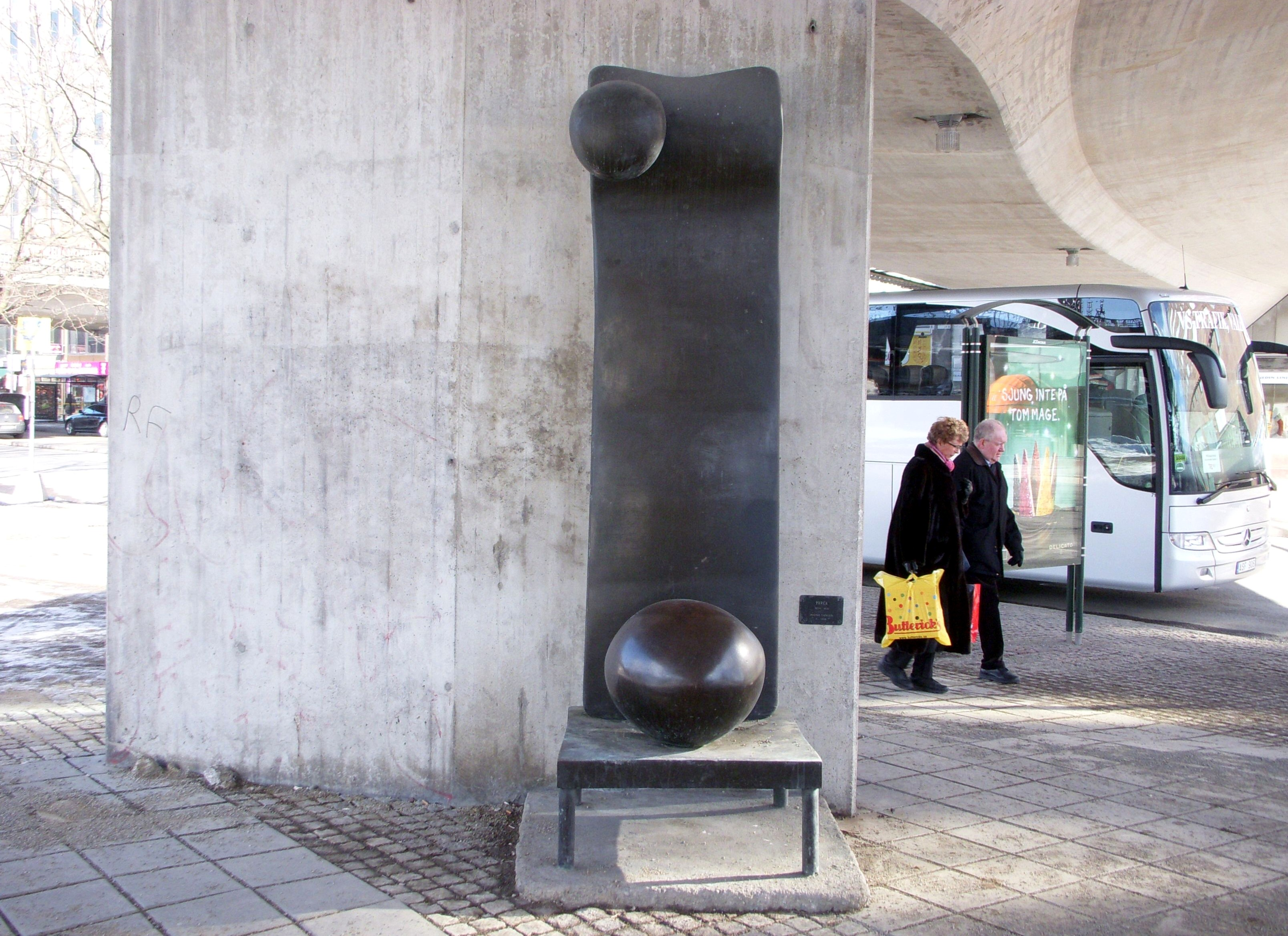
Paréa, Järnvägsparken i Stockholm

Lars Harald Ingemar Svensson, född 4 mars 1933 i Örgryte församling, Göteborg, död 12 april 2022 i Urshult, var en svensk skulptör och målare.
Han var son till konstnären och teckningsläraren vid Osby samskola   Ruben Svensson och Rachel Björkman och gift med Inge Reib-Svensson. Han studerade vid Slöjdföreningens skola i Göteborg och för Einar Utzon-Frank och Mogens Bøggild vid Det Kongelige Danske Kunstakademi 1954–1960. Han medverkade i danska konstakademiens studieresa till Italien, Grekland och Turkiet 1959. Separat ställde han ut i Osby några gånger under 1960-talet. Han medverkade i Liljevalchs Stockholmsutställningar, Liljevalchs Nutida svensk skulptur, Forårsudstillingen på Charlottenborg samt samlingsutställningar arrangerade av Skånes konstförening, Helsingborgs konstförening och med konstnärssammanslutningen Vertikalen. Hans konst består av djurskulpturer i järn, koppar och brons samt i mindre utsträckning med bildkonst.  Han  bodde och arbetade i Urshult i Småland. Svensson är representerad vid Moderna museet i Stockholm och Kalmar konstmuseum.

## Offentliga verk i urval
- skulptur i driven koppar (1999), Gärdesskolan i Stockholm
- Paréa (1972), koppar, Järnvägsparken, Stockholm
- Glob, koppar, utanför biblioteket i Ljungby